# 完颜宗宁
完颜宗宁（？—1191年7月4日），本名阿土古，金国大臣，金景祖完颜乌古迺曾孙，国论乙室勃极烈、太尉完颜阿离合懑之孙。完顏賽也之子。女真族。
完颜宗宁性情勤厚，忠诚老实，有大志，处事精明。正隆末年，从完颜亮攻南宋，为征南都统，正隆六年（1161年），攻取瓜洲渡（今江苏省扬州市南、镇江市东北）有功。命为祁州（今河北省安国县）刺史。金世宗大定二年（1162年），为会宁府路押军万户，擢归德军节度使，督民治蝗害。许诺下得死蝗一斗，给粟一斗。数日捕绝。移镇宁昌军，改知临潢府（今内蒙古巴林左旗南波罗城）。转任天德军。大定十一年（1171年），封为行军右翼都统，为贺宋正旦使。历任兵部尚书、隆州路和团猛安烈里没世袭谋克。出知大名府事，所在甚有政绩。镇守利涉军，转任同签大睦亲府事知咸平府。金章宗明昌元年（1190年）入朝为同判大睦亲府事、平章政事。明昌二年六月戊子日（1191年7月4日）去世。